# Стремово
Стремово (болг. Стремово) — село в Болгарии. Находится в Кырджалийской области, входит в общину Кырджали. Население составляет 214 человек.

## Политическая ситуация
В местном кметстве Три-Могили, в состав которого входит Стремово, должность кмета (старосты) исполняет Тасим Бейсим Ибрям (Движение за права и свободы (ДПС)) по результатам выборов правления кметства.
Кмет (мэр) общины Кырджали — Хасан Азис (Движение за права и свободы (ДПС)) по результатам выборов в правление общины.